# 1793년 중립 선언
1793년 중립 선언 ( Proclamation of Neutrality ) 은 미국의 대통령 조지 워싱턴이 선언한 공식적인 문서로 1793년 4월 22일에 발표되었으며, 프랑스와 대영제국간의 분쟁에서 중립국가임을 선포한 내용을 담고 있다.  이것은 전쟁국가들 사이에 중립적인 위치에선 미국이 독립적으로 전쟁에 개입하지 않는다는 내용이다.

## 배경
1793년 2월에 프랑스 혁명군은 대영제국에 전쟁을 선포하였다.  그 사실은 조지 워싱턴이 그의 조카 장례식에 있던 차에 전해졌으며 그는 당장 펜실베니아로 가서 4월 19일 내각 모임을 소집하였다.  그 회의에서 만장일치로 ' 시민들이 바다에서 어떤 적대적인 일에 참여하지 않을 것과 적대적인 세력들에 저항하지 말것' 을 통과하였다.  워싱턴 내각은 그 당시 미국은 아직 초창기라서 프랑스나 영국 어느 쪽의 편에서 싸우는 것이 너무 위험하다고 판단하였으며 그런면에서 중립성은 필수적이라고 동의하였다.  이에 대해 프랑스 혁명을 지지한 토머스 제퍼슨은 1778년 미불간 동맹 조약에 따라 미국이 프랑스를 도와야 한다고 주장하면서 미국은 프랑스로 부터 독립전쟁 때 도움을 받았기 때문에 의리를 지켜야 한다고 강조하였다.  반면 알렉산더 해밀턴은 프랑스와 영국 간 전쟁에 개입하면 미국이 위험해진다고 주장하였다. 결론적으로 워싱턴은 해밀턴의 의견을 받아들여 '중립 선언'을 발표하였다.  이 결정으로 제퍼슨과 그의 민주공화당 세력에게 큰 타격을 주었다.  중립선언이 발표되자, 제퍼슨은 강하게 반대하면서도, 워싱턴과 직접적으로 충돌하지 않으려 하였지만, 해밀턴과의 갈등은 점점 심화되었고, 제퍼슨은 정부 내에서 정책이 자신과 맞지 않는다는 사실을 깨닫고 좌절하여 1793년 12월 31일 국무장관직을 사임하고 버지니아로 돌아갔다. 